# 511
511（五百十一、ごひゃくじゅういち）は自然数、また整数において、510の次で512の前の数である。 

## 性質
- 511は合成数であり、約数は1, 7, 73, 511である。
  - 約数の和は592。
  - 素数を除いて σ(n) − n が平方数になる31番目の数である。1つ前は507、次は524。ただしσは約数関数。(オンライン整数列大辞典の数列 A048699)
- 511 = 29 − 1
  - 9番目のメルセンヌ数である。1つ前は255、次は1023。
    - 二進法で表すと 111111111 となるレピュニットである。

  - 5番目のメルセンヌ素数でないメルセンヌ数である。1つ前は255、次は1023。(オンライン整数列大辞典の数列 A135972)
  - n = 2 のときの n 9 − 1 の値とみたとき1つ前は0、次は19682。(オンライン整数列大辞典の数列 A258810)
- 511 = 83 − 1 
  - n = 3 のときの 8n − 1 の値とみたとき1つ前は63、次は4095。(オンライン整数列大辞典の数列 A024088)
  - n = 8 のときの n 3 − 1 の値とみたとき1つ前は342、次は728。(オンライン整数列大辞典の数列 A068601)
- 157番目の半素数である。1つ前は505、次は514。
- 132番目のハーシャッド数である。1つ前は510、次は512。
  - 7を基とする5番目のハーシャッド数である。1つ前は322、次は700。
  - 半素数がハーシャッド数になる12番目の数である。1つ前は481、次は629。
  - 510～513まで4連続でハーシャッド数となる最小の数である。次は1014～1017。ただし1桁の1～10までを除く。
- 511 = 20 + 21 + 22 + 23 + 24 + 25 + 26 + 27 + 28
- 各位の積が5になる6番目の数である。1つ前は151、次は1115。(オンライン整数列大辞典の数列 A199985)
- 511 = 2 × 162 − 1
  - x = 16 のときの チェビシェフ多項式T2(x) = 2x2 − 1 の値とみたとき1つ前は449、次は577。(オンライン整数列大辞典の数列 A056220)
- 5番目の素数が11を表した数である。n 番目と n 番目の素数 p(n) を並べた数とみたとき1つ前は47、次は613。(オンライン整数列大辞典の数列 A045532)
- 約数の和が511になる数は1個ある。(256) 約数の和1個で表せる99番目の数である。1つ前は510、次は512。
  - 約数の和が奇数になる26番目の奇数である。1つ前は465、次は549。
- 各位の和が7になる32番目の数である。1つ前は502、次は520。

## その他 511 に関連すること
- 西暦511年
- 漫画MONSTERでは511キンダーハイムという孤児院が舞台の1つ。
- メジャーリーグにおける投手の現役通算勝利数の最高記録はサイ・ヤングの511勝である。
- 511 (スーザン・ウォンのアルバム)
- 511号線 (オーストリア)